# أكمية متناقضة
أكمية متناقضة (الاسم العلمي:Aechmea paradoxa) هو نوع نباتي يتبع جنس الأكمية من فصيلة البروميلية.